# 刘之冰
刘之冰（1963年3月30日—），男，黑龙江萝北人，中国大陆演员，现为八一电影制片厂演员剧团团长、一级演员。

## 生平
刘之冰生于黑龙江省鹤岗市萝北县凤翔镇，1979年毕业于黑龙江省艺校，1982年2月调入长春电影制片厂演员剧团任演员，2008年3月通过特招入伍进入八一电影制片厂演员剧团。

## 提名和获奖
| 年份   | 颁奖典礼               | 奖项       | 作品       | 结果 |
| ------ | ---------------------- | ---------- | ---------- | ---- |
| 1995年 | 第5届中国金凤凰奖      | 表演学会奖 | 青铜狂魔   | 獲獎 |
| 1995年 | 第17届小百花奖         | 最佳男主角 | 青铜狂魔   | 獲獎 |
| 2011年 | 第14届中国电影华表奖   | 优秀男演员 | 飞天       | 提名 |
| 2011年 | 第28届中国电影金鸡奖   | 最佳男主角 | 飞天       | 提名 |
| 2013年 | 第25届解放军电视金星奖 | 最佳男主角 | 刘伯承元帅 | 獲獎 |
| 2013年 | 第15届中国电影华表奖   | 优秀男演员 | 忠诚与背叛 | 獲獎 |

## 家庭
第一任妻子冯丽萍，后离婚。两人有一个儿子刘思博。
现任妻子茹萍。两人都是演员，于1997年拍摄电视剧《一路风雨一世情》时相恋，两年后结婚，因茹萍刚刚同前夫离婚，亦有一个女儿奚望，因此二人的结合被媒体称为“半路夫妻”。
儿子刘思博和女儿奚望目前也是演员。

## 链接
刘之冰的新浪微博